# KTM 950 Super Enduro R
La KTM 950 Super Enduro R, o KTM Super Enduro 950 R, è un modello di motocicletta prodotta dalla casa motociclistica austriaca KTM dal 2006 al 2009. 

## Descrizione
Il telaio è del tipo a traliccio, costituito in tubi d'acciaio al CR-MO. La moto viene equipaggiata di serie con coperture tassellate da 90/90-21 all'anteriore e 140/80-18 al posteriore. Il comparto sospensioni è affidato a una forcella anteriore da 48 mm totalmente regolabile nell'idraulica, con escursione variabile fino a 250 mm; posteriormente c'è un monoammortizzatore WP regolabile al pari delle forcelle con escursione di 265 mm. 
Monta lo stesso motore LC8 utilizzato nelle competizioni, debitamente rivisitato: un 2 cilindri 4 tempi a V di 75° da 942 cm³ com un alesaggio da 100 mm. x 60 di corsa (ultra-superquadro) e avviamento elettrico. Il propulsore è in grado di sviluppare 98 CV. Una coppia di carburatori Mikuni a depressione da 43 mm, sovrintende all'alimentazione dei due cilindri, che sono raffreddati a liquido e dispongono d'una distribuzione a 4 valvole (DOHC). Il cambio è a sei rapporti, con frizione multidisco a bagno d'olio a comando idraulico e trasmissione finale a catena. Il serbatoio ha una capacità di 14 litri di benzina.
Nel 2009 è stata prodotta la versione speciale 
KTM 950 Super Enduro R Erzberg Edition.